# ديوغو سالفيستر
ديوغو سالفيستر بيتنكورت (بالبرتغالية: Diogo Silvestre Bittencourt‏) (مواليد 30 ديسمبر 1989 في بارانا، البرازيل) هو لاعب كرة قدم برازيلي يلعب في مركز الظهير الأيسر. شارك مع منتخب البرازيل تحت 20 سنة لكرة القدم. أما مع النوادي، فقد لعب مع بنيارول ورويال أندرلخت وسبورتينغ براغا ونادي ديبورتيفو طليطلة ونادي ساو باولو ونادي غوياس ونادي فييرينسي.

## وصلات خارجية
- ديوغو سالفيستر على موقع قاعدة بيانات كرة القدم.إي يو (الإنجليزية)
- ديوغو سالفيستر على موقع Soccerway.com (الإنجليزية)
- ديوغو سالفيستر على موقع AS.com (الإسبانية)